# Mauricio Rosenmann Taub

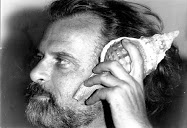
Mauricio Rosenmann Taub 1980

Mauricio Rosenmann Taub (* 29. Juni 1932 in Santiago; † 8. März 2021 in Essen) war ein chilenischer Komponist und Schriftsteller.

## Leben
Er studierte Klavier und Komposition u. a. bei Gustavo Becerra-Schmidt und Juan Allende-Blin in Santiago, wo er mit mehreren Preisen ausgezeichnet wurde, etwa mit dem Orrego-Carvallo-Preis der chilenischen Universität. Als DAAD-Stipendiat setzte er seine Studien in Stuttgart und Freiburg fort. Dann wechselte er ans Pariser Konservatorium in die Klasse Olivier Messiaens. Parallel dazu arbeitete er beim französischen Rundfunk in der «Groupe de recherches musicales» und studierte Orgel bei Édouard Souberbielle. An der Sorbonne studierte er Musikwissenschaft und Sprachwissenschaft. Unterstützt durch den Sprachwissenschaftler André Martinet bekam er ein Stipendium der französischen Regierung. Rosenmann schloss das Studium bei Messiaen mit dem premier prix ab. Er kehrte nach Freiburg zurück und legte an der Freiburger Musikhochschule das Kompositionsexamen (Reifeprüfung für Komposition- und Musiktheorie) bei Wolfgang Fortner ab. An derselben Hochschule bekam er eine Dozentur. 1974 wurde er als Professor für das Hauptfach Musiktheorie an die Folkwang-Hochschule Essen berufen, wo er bis 1999 tätig war.

## Werk

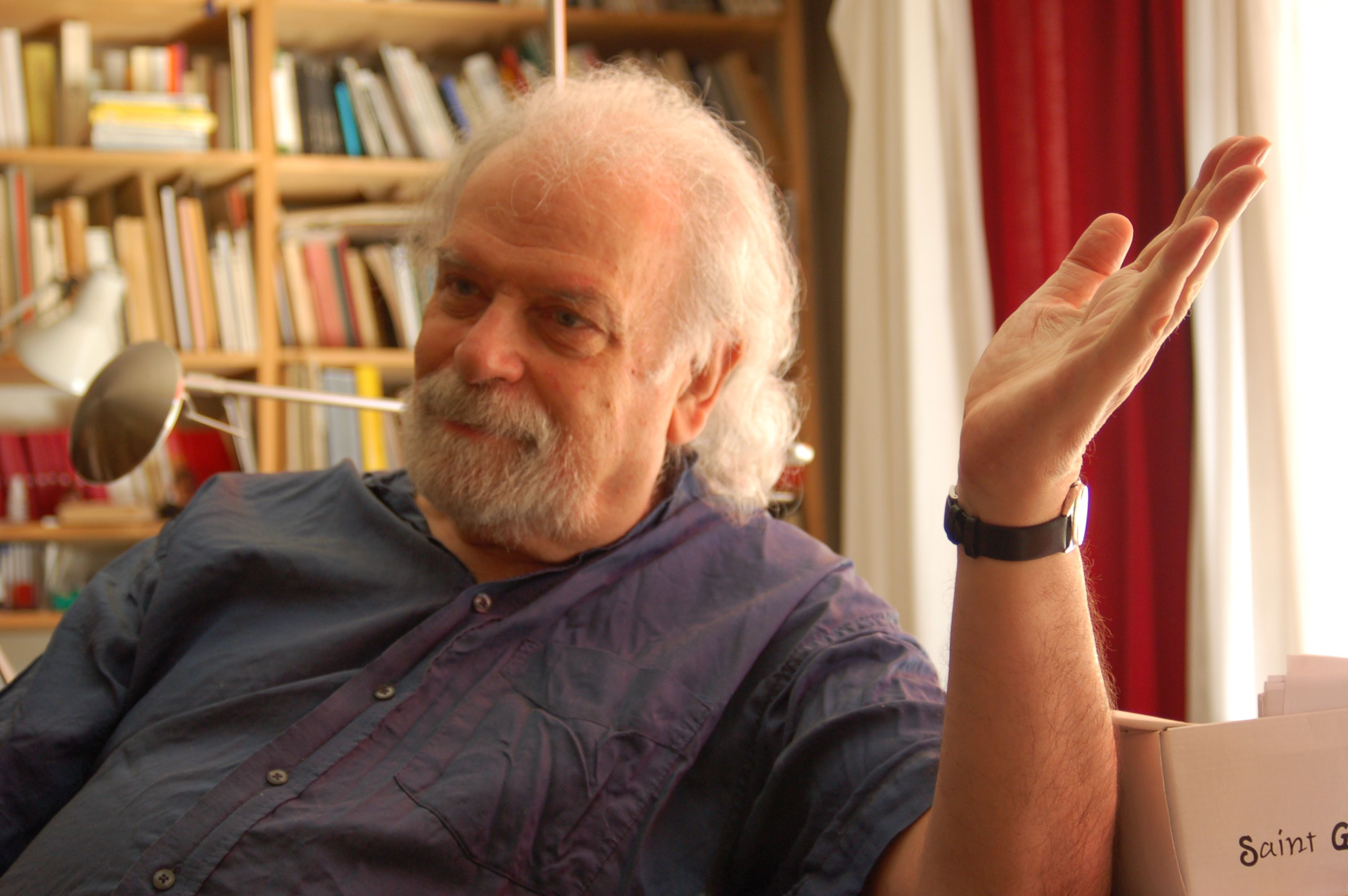
Mauricio Rosenmann Taub 2008

In den Kompositionen von Rosenmann werden besondere Verfahren der Alteration entwickelt (vgl. in Literatur das Interview in der Deutschen Welle). In den rein instrumentalen Werken «kündigt sich eine zunehmende Ausformulierung des Sichtbaren an.» (Stefan Fricke, KDG-Lexikon, 1997). Seine Arbeiten für Klavier und für Kammerensemble sind in mehreren europäischen Ländern und in Chile aufgeführt worden; die Bühnenwerke hauptsächlich in Deutschland und in der Schweiz, so Maquinación für Kammerensemble mit einer Flippermaschine als Solist (1979–1980); Frankenstein-OperAzione (1992) über Texte von Mary Shelley mit dem Andante von Mozart KV 545 als cantus und Solomisazione – Opera per una persona sola (1997).

«Für Mauricio Rosenmanns Textherstellung ist das Junktim von Schrift/Sprache und ihrer graphischen Realisation zentral.» 1960 erschienen einige seiner Gedichte in einer Freiburger Zeitschrift. 1969 wurde das Buch los paraguas del no veröffentlicht. Bis 2012 folgten zwölf andere Bücher, die meisten auf Spanisch, sowie verschiedene Essays. Eugen Gomringer: «Man schärft dabei Auge und Gehör und nimmt etwas wahr, das von weither kommt und weit in die Zukunft weist.». «Er verwirklicht universale Poesie.» In Disparación (2006-07), Solo por ser usted (2009-10) und Modulación (2011-12) wird versucht, das musikalische Intervall und die klangliche oder graphische Ähnlichkeit bestimmter Worte in einem gewissen Zusammenhang zu sehen. Raúl Zurita, Nationalpreisträger für Literatur der Republik Chile: «Mauricio Rosenmann führt uns in jenes Lebensalter zurück, in dem Geste, Grafik und Klang noch keine separaten Ausdrucksformen bildeten. Seine Gedichte erschließen sich, noch bevor man sie liest, und sie lesen sich, bevor man irgendeinen Gedanken fassen kann, als hätten wir plötzlich das künftige Gedächtnis der Sprache vor uns, das Reservoir jener Zeichen, die das unweigerliche Missverstehen überleben, das den Worten von jeher anhängt.» (übers. Sigrid Konrad). Stefan Fricke: «Das Œuvre Rosenmanns erscheint als […] gesamtkünstlerisches Labyrinth, in dem einzelne Ariadnefäden fortgesponnen werden, die fast immer zu vergangenen Gabelungen zurückführen.» (KDG, 1997).

## Werkauswahl (Musik)
- fasolauta für Flöte, Klavier, Synthesizer und Tonband (1973–1976)
- Hija mia (Meine Tochter), «Wig-lid» von Dora Taub für Mezzosopran, Engl. Horn, Viola, Harfe und Klavier, Eva Rosenmann Taub gewidmet (Instrumentation: M. Rosenmann)
- vis-à-vis für zwei Klaviere und einen Pianisten (1977), Pfau-Verlag
- Maquinación für Solo-Flipper und Kammerensemble, Rollen-Musik (1979–1980), ISBN M-50085-008-3
- Frankenstein-OperAzione für Software-Solo, Darsteller, Sänger, Sprechchor, Instrumentalisten, Workstation und Tonband (1992)
- Ground per pianoforte e basso profondo (Konzertflügel und Keyboard) (1996)
- Scenata (szenische Sonaten) – vier szenische Sonaten für Darsteller, eine Sängerin und Kammerensemble (1994–1997)
- Solomisazione – Opera per una persona sola (1997–2002)
- Sirenata für zwei Flöten, Klavier, eine Sängerin/Sprecherin und Tonband (2006), Renate Greiss-Armin (Memento vom 13. März 2007 im Internet Archive) gewidmet. Aufnahme der Fassung für eine Flöte von Spielern des e-mex-Ensembles
- Madam Czerny für Klavier solo (2007-08), Pfau-Verlag, ISSM: M-50085-056-4
- Pour les vingt doigts für Klavier und Celesta, zweihändig (2012–2018)

## Werkauswahl (Lyrik)
- los paraguas del no, Freiburg. i. Br./Santiago 1969 und Saarbrücken 1995, Auszug (PDF; 22 kB) Auszug 2
- El Europicho, 1973–1983 (aus der Sinfonía para nombres solos, Sinfonie für einsame Namen), Essen 1983/Essen 1996
- Temprana aparición (aus der Sinfonía para nombres solos), Folkwang-Texte, Essen 1992
- Chile o el p/fisco sauer (aus der Sinfonía para nombres solos), Kunstmappe mit 44 Blättern, 1972–1983/1995, Auszug (PDF; 111 kB)
- Formicación, Saarbrücken 1996, Auszug (PDF; 33 kB)
- Alteration : Albumblätter. Saarbrücken 1997, Auszug (PDF; 18 kB)
- Breviario, Saarbrücken 2001, Auszug (PDF; 16 kB)
- Der Ort der Begegnung / El lugar del encuentro – Ein Bericht über Texte von Eugen Gomringer und Charles Baudelaire sowie über eigene Arbeiten – Versuch einer Interpretation, Saarbrücken 2005, Auszug (PDF; 91 kB)
- Disparación, silabario disparatado, Saarbrücken 2007, Auszug (zweite Auflage bei MAGO Editores, Santiago de Chile 2013).
- Invitación al garabato gefolgt vom Essay Dios es un número entre diez y dos, Santiago de Chile 2009
- Solo por ser usted, RiL editores, Santiago 2010
- Modulación, RiL editores, Santiago 2012
- Preparaíso, Pfau-Verlag Saarbrücken ISBN 978-3-89727-528-7 / RiL editores, Santiago, 2014, ISBN 978-956-01-0128-0 – Video der Buchpräsentation in Santiago de Chile mit Raúl Zurita
- Cuando me desperté comprendí que estaba dormido (Memento vom 20. November 2015 im Internet Archive), Colección Escritores chilenos y latinoamericanos, 2015, ISBN 978-956-317-289-8
- Antepoemas, Sinfonía para nombres solos III, 2019/2020, ISBN 978-3-89924-500-4; ISBN 978-3-506-84141-4

## Theorie und Unterricht
- Lieder ohne Ton – Anmerkungen zu Federico Mompou, «Canción»; Ralf R. Ollertz, «Toy Tô»; Carlos Saura, «Cría Cuervos»; Frédéric Chopin, «Préludes», Saarbrücken 1995
- Die Entstellung als Analyse- und Kompositionsverfahren, Sonderdruck aus der Zeitschrift «Musiktheorie», 14. Jahrg., Heft 4, 1999. Dieses Essay beendet das Kompositionsprojekt Entwebernung mit Studenten der Folkwang Hochschule anhand der Klaviervariationen op. 27 von Anton Webern. Aufführungen und Analysen: Essen, 1993; Dortmund, 1994 (spektakel-festival); Stuttgart, 1997 (Fachtagung Musiktheorie). Besprechung von François Förstel in der Zeitschrift ME-me (Musik Experimentell) Nr. 5, Reutlingen 1997, S. 39–41.
- Ton- und Fingersatz im Finale der h-Moll-Sonate op. 58 von Chopin und in Ondine von Ravel. «Musiktheorie», 19. Jahrg., Heft 2, 2004
- Irrealer Klang – irrealer Satz. Einige Bemerkungen über den Anfang von Tristan und über zwei Préludes von Chopin. «Musiktheorie», 19. Jahrg., Heft 2, 2004